# Villa Busch
Villa Busch ist eine Ortschaft im Departamento Pando im Tiefland des südamerikanischen Andenstaates Bolivien.

## Lage im Nahraum
Villa Busch ist die zweitgrößte Ortschaft im Municipio Cobija in der Provinz Nicolás Suárez und liegt auf einer Höhe von 256 m. Villa Busch ist die zweite selbständige Gemeinde südlich der Großstadt Cobija auf dem Weg nach Porvenir und liegt nur drei Kilometer westlich der Grenze zu Brasilien.

## Geographie
Villa Busch liegt im bolivianischen Teil des Amazonasbeckens, nordöstlich vorgelagert den Ausläufern der peruanischen Cordillera Oriental im tropischen Regenklima der Äquatorialzone.
Die Temperaturschwankungen sind niedrig, sowohl im Tagesverlauf als auch im Jahresverlauf. Die Jahresdurchschnittstemperatur liegt bei 25 °C. Die Luftfeuchtigkeit ist hoch, so dass es über weite Teile des Jahres immer wieder zu Starkregen kommt. Der Jahresniederschlag von rund 1750 mm liegt um mehr als das Doppelte über den Niederschlägen in Mitteleuropa. Nur die Monate Juni bis August sind durch eine Trockenzeit geprägt, in der die geringen Niederschläge rasch verdunsten.

## Verkehrsnetz
Villa Busch liegt in einer Entfernung von wenigen Straßenkilometern südlich von Cobija, der Hauptstadt des Departamentos.
Vom Nordrand von Cobija führt die asphaltierte Nationalstraße Ruta 13 in südlicher Richtung und erreicht Villa Busch über die Ortschaft Bella Vista nach zehn Kilometern. Von dort führt sie weiter in südlicher Richtung nach Porvenir, und von hier aus weiter in östlicher Richtung über weitere 337 Kilometer bis El Triangulo im Departamento Beni, wo sie auf die nord-südlich verlaufende Ruta 8 von Guayaramerín nach Rurrenabaque trifft.

## Bevölkerung
Die Einwohnerzahl des Ortes ist in den vergangenen beiden Jahrzehnten rasant angestiegen:
| Jahr | Einwohner | Quelle       |
| ---- | --------- | ------------ |
| 1992 | 152       | Volkszählung |
| 2001 | 256       | Volkszählung |
| 2012 | 734       | Volkszählung |
| 2024 |           | Volkszählung |